# Esţalkh Zīr
Esţalkh Zīr (persiska: اسطلخ زیر) är en ort i Iran.   Den ligger i provinsen Gilan, i den nordvästra delen av landet, 280 km nordväst om huvudstaden Teheran. Esţalkh Zīr ligger 42 meter över havet och antalet invånare är 815.
Terrängen runt Esţalkh Zīr är kuperad västerut, men österut är den platt.Runt Esţalkh Zīr är det ganska tätbefolkat, med 129 invånare per kvadratkilometer. Närmaste större samhälle är Reẕvānshahr, 9,4 km norr om Esţalkh Zīr. Trakten runt Esţalkh Zīr består till största delen av jordbruksmark.